# Albatros D.XII
L'Albatros D.XII, designazione aziendale L 43, fu un aereo da caccia monoposto, monomotore e biplano, sviluppato dalla allora azienda tedesco imperiale Albatros Flugzeugwerke GmbH negli anni dieci del XX secolo e rimasto allo stadio di prototipo.
Primo modello Albatros ad adottare, nel prototipo D 2211/18, un carrello d'atterraggio dotato di ammortizzatori ad aria compressa, venne realizzato in due esemplari che, sottoposti a valutazione comparativa, benché dotato di soluzioni tecniche interessanti non venne accettato dall'Idflieg per la produzione in serie.

## Utilizzatori
Germania
- Luftstreitkräfte

utilizzato solo in prove comparative.